# Svensk Kyrkotidning
Svensk Kyrkotidning, SKT, är en periodisk tidskrift som utkommer månatligen, utgiven sedan 1905.
Svensk Kyrkotidning är en fortsättning på Ny ecklesiastik-tidning, och skall ej förväxlas med den av Ebbe Gustaf Bring, Wilhelm Flensburg och Anton Niklas Sundberg 1855–63 i Lund utgivna tidningen med samma namn.
Svensk Kyrkotidnings målgrupp är främst präster och diakoner verksamma i Svenska kyrkan. Ledarsidan, som är signerad, uttrycker i vid mening tidningens åsikter. Svensk Kyrkotidning har en akademisk profil och vill verka för en öppen debatt och teologisk reflektion och är lojal med Svenska kyrkans ordning. 
I klartext innebär "lojal" att man ger tydligt stöd också för de reformer som varit eller är kontroversiella, såsom prästämbete öppet också för kvinnor, och äktenskap oavsett makarnas kön. Härvid skiljer den sig från den konkurrerande Svensk pastoraltidskrift som i övrigt vänder sig till samma kategori läsare. 
Tidningens förste redaktör är sedan 2008 Göran Lundstedt. Bland tidigare förste redaktörer kan nämnas bland andra professor Cristina Grenholm som sedan 2009 är direktor för Svenska kyrkans sekretariat för teologi och ekumenik.
Förutom förste redaktör, andre redaktör och redaktionssekreterare, består redaktionen av en ytterligare grupp redaktionsmedlemmar bland vilka exempelvis kan nämnas Hanna Stenström (teol.dr, präst i Svenska kyrkan), Stig Linde (fil.dr, diakon i Svenska kyrkan) och Mikael Mogren (teol.dr, biskop i Västerås stift).